# Käthe von Schuch-Schmidt
Kät(h)e von Schuch-Schmidt (* 18. März 1885 in Dresden als Katharine Johanna Henriette Wilhelmine Clementine Schuch; † 17. Juli 1973 in München) war eine deutsche Sopranistin.
Käthe von Schuch wuchs bei ihren Eltern, dem Dirigenten Ernst von Schuch und der Opernsängerin Clementine von Schuch-Proska, in Niederlößnitz (heute Stadtteil von Radebeul) in der Schuchstraße 15/17 auf. Sie war eine Schwester der Koloratursopranistin Liesel Schuch-Ganzel und des Violoncellisten Hans von Schuch.
Schuch war von 1910 bis 1912 in Dessau als Hofopernsängerin engagiert, danach trat sie als Konzertsängerin auf. Nach ihrer Heirat war sie auch als Käte von Schuch-Schmidt bzw. als Käthe Schmidt bekannt.